# 全過程人民民主
全過程人民民主（ぜんかていじんみんみんしゅ、拼音: quán guòchéng rénmínmínzhǔ、英語: whole-process people's democracy）とは、中国共産党中央委員会総書記の習近平が2019年末に提唱した民主政治についての理念およびその用語であり、習近平新時代中国特色社会主義思想の一部分である。本来は全過程民主と称していたが、後に「人民」の2字が追加され、『中国的民主』白書において体系的に説明がなされた。
中国の「民主」政治を、投票時のみしか政治参加の機会がない西側の「選挙性民主主義」とは異なる、政策決定の「全過程」が民主的な制度であると位置付けることで、西側の民主主義を相対化する狙いがある。

## 沿革
2019年11月2日、習近平は上海市を視察した際、「人民民主」は「全過程の民主」であると初めて提唱した。2021年3月、「全過程民主」は「中華人民共和国全国人民代表大会組織法」および「中華人民共和国全国人民代表大会議事規則」の二つの改正草案に書き込まれた。同年7月1日、習近平は中国共産党成立100周年記念大会の演説で、初めて「全過程人民民主」を発展させる必要があると述べた。同年11月11日、中国共産党中央委員会は『党の百年の奮闘における重大な成果と歴史的経験に関する決議』において、「十の明確化」を通じて習近平新時代の中国の特色ある社会主義思想の核心内容がまとめられ、全過程人民民主の発展が改めて強調された。

## 中国共産党による解釈
中国共産党のメディアである『光明日報』は、中国が社会主義初級段階の新時代において実践する民主主義は「中国特色社会主義民主」であり、その「本質は全過程人民民主」であり、「西側の一回性の民主主義（選挙だけしか政治参加の場面が存在しない制度）」とは異なるものであるとしている。また、全過程人民民主の発展については、「経済発展の水準、社会の受容能力、人民大衆の意向に基づき、積極的かつ着実に各種改革を推進し、民主政治の構築が常に低コスト・低負担・リスク管理可能な状態に保たれるようにする」としている。
中国大陸の学者である王紹光はインタビューの中で、中国の人民民主は全方位を代表するものであり、象徴的・描写的・形式的・実質的な代表を統合し、「四元一体」の民主を形成すると述べた。また、人民民主は「全連関・全方位・全領域」にわたり、国家の政治生活のあらゆる分野・側面・段階に貫かれるものであり、民主選挙・民主協商・民主決策・民主管理・民主監督を含むだけでなく、政治的民主のみならず経済・社会生活における民主も含まれるとしている。さらに彼は、「普遍性にとって最も重要なのは多様性である。全人類共通の価値とは、各国・各民族が受け入れられる概念であり、その具体的な理解や実現方法、制度のあり方は多様である。中国は、民主を含む全人類共通の価値を提唱しており、その最大の意義は、世界に対し、いかなる特定の政治制度も民主の解釈を独占することはできないと示すことである。この意味において、中国の全過程人民民主は、人類の政治文明形態を豊かにするものにほかならない」と主張している。

## 各界の反応
BBCは、習近平政権はこの概念を提唱することで、「中国式の民主主義」を定義しようとしている可能性があると指摘している。RFIはコラムで、西側政治の欠陥を批判する一方で、実際の施策は人民の声を排除する全過程にすぎないと論評している。ドイチェ・ヴェレは、「全過程人民民主」という概念は、中国共産党の建党理念に自由民主が含まれているため、また中華人民共和国の国体が「人民民主専政」であるために掲げざるを得ない隠れ蓑に過ぎず、実際の施策において、政府は人民を顧みることなく、むしろ「人民」の名のもとに党の意向を遂行しているだけであり、それは赤裸々な嘘であり、まさに現代版の「裸の王様」だと批判している。
この理念はすでに『中国的民主』白書に記載されている。しかし、中国が「西方式民主」に対して批判を行った後、ホワイトハウスの報道官ジェン・サキは民主主義サミット上でこれに応じ、「アメリカは中国の批判に対して謝罪するつもりはない」と明言した。さらに、「民主主義は完璧なものではなく、その基盤の上で引き続き発展・議論・参加を進めるべきであり、積極的な変化を促していくべきである」と述べた。
中央党史和文献研究院第三研究部の陳雪蓮と中国人民大学国際関係学院の呂傑は、「全過程民主」は中国式現代化の本質的要請で、理論上は西方の選挙制民主主義を超越しており、この概念が中国の繁栄と発展の進歩を促進するのに寄与すると考えている。